# Ellen Stofan
Ellen Renee Stofan (Oberlin, 24 febbraio 1961) è un'astronoma e geologa statunitense, dal 2021 Sottosegretario alla scienza e alla ricerca presso lo Smithsonian. In precedenza è stata direttrice di John e Adrienne Mars del National Air and Space Museum. 
In qualità di geologa planetaria, Stofan è stata capo scienziata della NASA e consigliere principale dell'amministratore della NASA Charles Bolden sui programmi scientifici, sulla pianificazione e sugli investimenti dell'agenzia. In passato è stata anche vicepresidente di Proxemy Research a Laytonsville, nel Maryland, e professoressa onoraria nel dipartimento di Scienze della Terra presso l'University College di Londra.
Nel 2022, l'asteroide 328677 Stofan è stato chiamato in suo onore.

## Biografia
Ellen Renee Stofan, nata nel febbraio 1961 a Oberlin, in Ohio, è la figlia di Andrew J. Stofan, un ingegnere missilistico che ha lavorato per la NASA in diversi ruoli, tra cui direttore del "Lewis Research Center" della NASA e amministratore associato per l'ufficio della stazione spaziale della NASA.
Ellen Stofan ha conseguito la laurea in geologia presso il College of William & Mary nel 1983 e un master e dottorati presso la Brown University. La sua tesi di dottorato, accettata nel 1989, era intitolata "Geologia delle strutture coronae e domali su Venere e modelli della loro origine".

## Carriera
La ricerca di Stofan si è concentrata sulla geologia di Venere, Marte, Titano, la luna di  Saturno e sulla Terra. È membro associato della "missione Cassini" del Saturn Radar Team e co-investigatrice dell'ecoscandaglio MARSIS della "missione Mars Express". È stata anche l'investigatrice principale del Titan Mare Explorer, una missione proposta per un lander galleggiante da inviare su Titano. Dal 1991 al 2000, ha ricoperto diversi incarichi da scienziata senior presso il Jet Propulsion Laboratory della NASA a Pasadena, in California, tra cui capo scienziata per il programma "New Millennium" della NASA, vice scienziata del progetto per la "missione Magellano" su Venere e scienziata sperimentale per "Spaceborne Imaging Radar-C" (SIR-C), uno strumento che ha fornito immagini radar della Terra su due voli dello Space Shuttle nel 1994. 

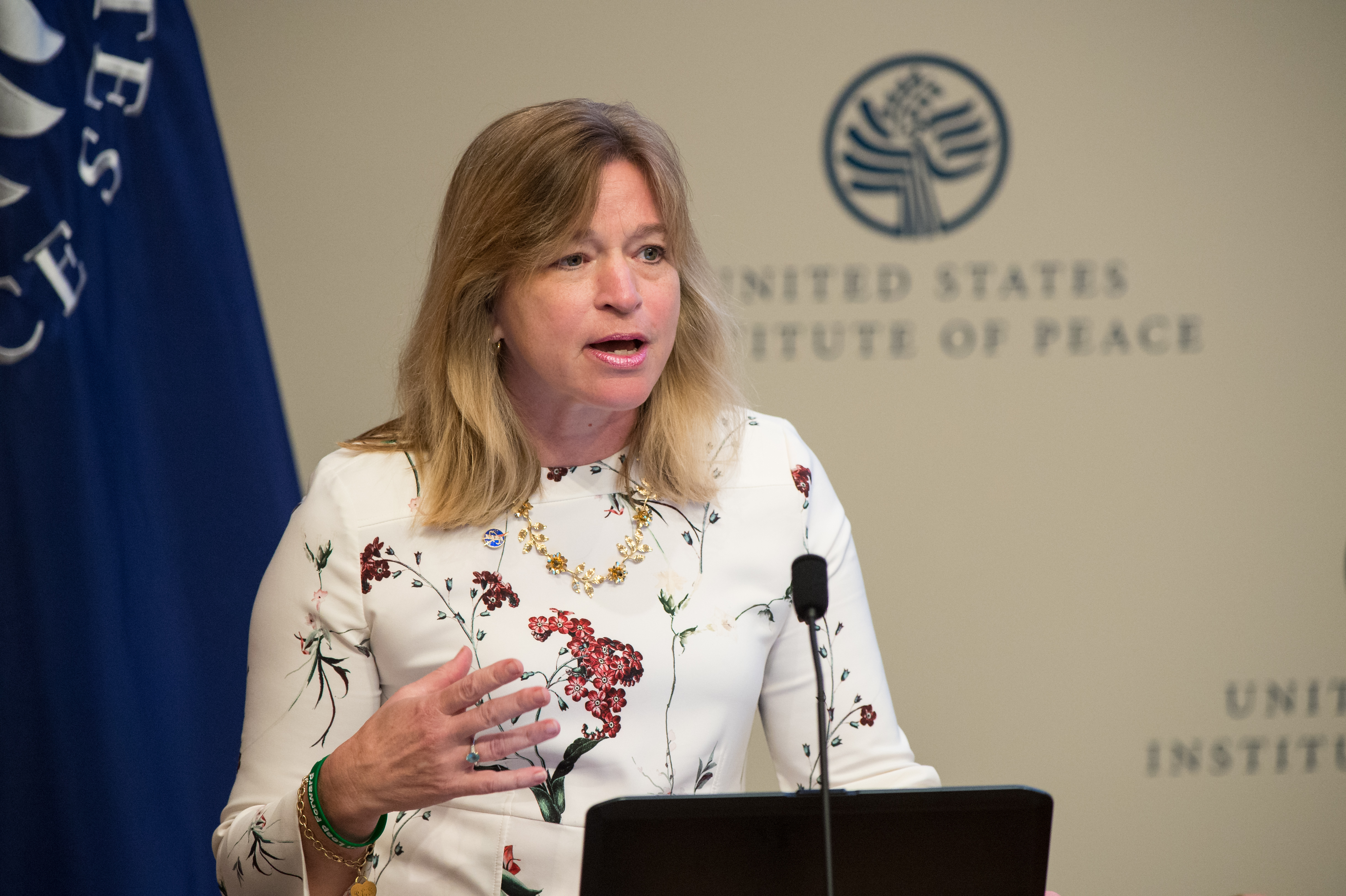
Stofan nel 2015

Stofan ha scritto e pubblicato numerosi articoli professionali, libri e capitoli di libri e ha presieduto comitati tra cui l'Inner Planets Panel dell'Accademia Nazionale per il Sondaggio decennale sulle scienze planetarie 2009-2011 e Venus Exploration Analysis Group.
Ha iniziato il suo incarico nell'aprile 2018 come direttrice di "John e Adrienne Mars" del National Air and Space Museum ed è stata la prima donna direttrice del museo.
Nel novembre 2020, Stofan è stata nominata membro del team di revisione dell'agenzia presidenziale di transizione di Joe Biden per supportare gli sforzi di transizione relativi alla National Aeronautics and Space Administration. Nel marzo 2021 è diventata Sottosegretario alla scienza e alla ricerca presso la Smithsonian Institution.

## Premi e riconoscimenti
- 1996 - Presidential Early Career Award for Scientists and Engineers (PECASE).[9]
- 2016 . Dottore onorario in scienze, College of William & Mary.[10][11]
- 2016 - Dottore onorario in scienze, Washington e Jefferson College.[12]
- 2019 - Dottore onorario in scienze, Worcester Polytechnic Institute.[13]
- 2020 - Dottore onorario in scienze, Università dell'Iowa.[14]
- 2023 - Membro dell'Associazione americana per l'avanzamento della scienza.[15]

## Opere selezionate
- (EN) Stofan, Ellen, Cravens, Thomas E. e Esposito, Larry W., Exploring Venus as a Terrestrial Planet, American Geophysical Union, 2007.
- (EN) Stofan, Ellen e Jones, Tom, Planetology: Unlocking the Secrets of the Solar System, National Geographic, 2008, ISBN 978-1-4262-0121-9.